# Christel Pappe
Christel Pappe (* 4. Mai 1935 in Berlin als Christel Noack; † 19. September 2016 in Sömmerda) war eine deutsche Politikerin (SED). Sie war Mitglied des Staatsrates der DDR.

## Leben
Pappe, Tochter eines Drehers, übersiedelte während des Zweiten Weltkrieges nach Sömmerda. Nach dem Besuch der Oberschule erlernte sie von 1951 bis 1954 den Beruf einer Laborantin im Büromaschinenwerk Sömmerda und absolvierte 1956 bis 1961 ein Fernstudium als Chemie-Ingenieurin an der Fachschule für Chemie in Köthen. Anschließend war sie als Chemie-Ingenieurin im Büromaschinenwerk Sömmerda tätig.
1951 trat sie dem FDGB, 1958 dem DFD und 1961 der SED bei. Von 1963 bis 1965 war sie Nachfolgekandidatin und von November 1965 bis 1967 – als Mitglied der FDGB-Fraktion – Abgeordnete der Volkskammer. Von 1963 bis 1967 gehörte sie als Mitglied auch dem Staatsrat an.
Sie war Mitglied des DFD-Kreisvorstandes und des Kreisvorstandes der URANIA-Gesellschaft zur Verbreitung wissenschaftlicher Kenntnisse Sömmerda. Ab 1966 war Pappe Direktorin für Kader und Ausbildung im VEB Büromaschinenwerk Sömmerda, wo sie auch Mitglied der Zentralen Parteileitung der SED war, später Technische Direktorin im VEB Optima Sömmerda. 1967 schied sie aus allen Funktionen aus.

## Auszeichnungen
- Clara-Zetkin-Medaille
- Friedensmedaille